# William Rosier
Vous pouvez aider à l'améliorer ou bien discuter des problèmes sur sa page de discussion.
- Il ne s’appuie pas, ou pas assez, sur des sources secondaires ou tertiaires. (Marqué depuis janvier 2017)
- Sa forme n’est pas encyclopédique et ressemble trop à un curriculum vitæ. Modifiez le texte pour aider à le transformer en article neutre. (Marqué depuis janvier 2017)

- Archive Wikiwix
- Bing
- Cairn
- DuckDuckGo
- E. Universalis
- Gallica
- Google
- G. Books
- G. News
- G. Scholar
- Persée
- Qwant
- (zh) Baidu
- (ru) Yandex
- (wd) trouver des œuvres sur Wikidata

William Rosier, né le 26 septembre 1856 à Lancy et mort le 16 septembre 1924 au Petit-Saconnex, est une personnalité politique genevoise, membre du Parti radical-démocratique.

## Biographie
Instituteur au collège et à l'université de Genève, William Rosier est cofondateur de la faculté des sciences économiques et sociales de Genève et en est le doyen de 1918 jusqu'à sa mort. En parallèle, il suit une carrière politique comme député au Grand Conseil du canton de Genève de 1895 à 1901, puis comme conseiller d'État responsable du département de l'Instruction publique de 1906 à 1918.